# 山崎治敏
山崎 治敏（やまざき はるとし）は、備中国成羽藩3代藩主（知藩事）。

## 生涯
初代藩主山崎治正の三男として生まれる。明治4年（1871年）3月22日、従五位となる。同年4月12日に同母兄の治祇の隠居にともない家督を相続し、4月14日に知藩事に就任したが、7月15日に廃藩置県により免官となる。
明治17年（1884年）6月、陸軍予科士官学校の生徒となった。同校は華族の子弟を対象とした特別コースであり、他の出身者に松浦靖、高倉永則らがいる。同年7月8日、男爵を叙爵した。明治18年（1885年）9月、同校は退学者が多く廃止となったため、退学した。
昭和14年（1939年）6月27日、81歳で死去した。

## 系譜
- 父：山崎治正（1821年 - 1876年）
- 母：細川行芬の娘
- 妻：小笠原長守の娘
- 生母不明の子女
  - 男子：山崎治男
  - 女子：錠子 - 水子多久実夫人